# David Sánchez Camacho
David Sánchez Camacho (Ciudad de México, 20 de octubre de 1963) es un político mexicano, diputado federal de la LX Legislatura del Congreso de la Unión de México. 
Es promotor y político gay que ha propuesto el matrimonio entre parejas del mismo sexo. Ha sido diputado de la Asamblea Legislativa del Distrito Federal I Legislatura (1997-2000 en la cual fue secretario de la Comisión de Atención a Grupos Vulnerables y fue encargado de diversidad sexual del PRD.
Ha sido consejero estatal y nacional del PRD. También ha sido coordinador de Prevención de VIH-SIDA en hombres que tienen sexo con otros hombees en CENSIDA en 2001. Es licenciado en Relaciones Internacionales por la UNAM. Con estudios de maestría en la misma especialidad. 
De 1982 a 1996 trabajó  en la Universidad Nacional Autónoma de México, como bibliotecario. De1988 a 1996 fue Investigador en el Centro de Estudios Filosóficos, Políticos y Sociales "Vicente Lombardo Toledano"
En 1997 fue elegido diputado local en la Asamblea Legislativa del Distrito Federal I Legislatura, organizó en 1998 el Primer Foro de Diversidad Sexual y Derechos Humanos en el Distrito Federal, propuso que se penalizara la discriminación en el Distrito Federal, es autor de la Ley de los Derechos de las niñas y niños en el Distrito Federal así como la Ley de los Derechos de los Adultos Mayores en Distrito Federal. Fue el primer diputado en México que denunció la existencia de la prostitución y pornografía infantil y solicitó castigo a los explotadores. En año 2000 entregó a los diputados y Senadores una propuesta de reforma al artículo 1 de la Constitución Política de los Estados Unidos Mexicanos para que se prohibiera la discriminación en México, misma que fue aprobada en el 2001. En 2006 fue elegido diputado federal de la LX Legislatura de la Cámara de Diputados de México. En el 2006 propuso y se aprobó en la Cámara de Diputados que se declarara al 17 de mayo de cada año como el "Día Nacional de Lucha contra la Homofobia". En 2007 Propuso la Ley Federal Para la No Discriminación de los Derechos Humanos y Civiles de las personas Transgéneras y Transexuales. Representó a la Cámara de Diputados de México en el Parlatino, en donde promovió los derechos de la Comunidad LGBT. En el año de 2016, propuso a la Comisión Redactora de la Constitución de la Ciudad de México, que la Educación Integral de la Sexualidad sea considerada un derecho, misma que fue aprobada por el Constituyente de la Ciudad de México en el año de 2017.